# Clarisse Agbegnenou
Clarisse Agbegnenou (n. 25 octombrie 1992, Rennes, Franța) este o judoka franceză. Ea a reprezentat Franța la Jocurile Olimpice de vară din 2016 de la Rio de Janeiro, unde a câștigat argint la 63 kg.
În timpul Jocurile Olimpice de vară din 2020 de la Tōkyō, care au avut loc în 2021, ea a câștigat aurul. Ea a câștigat și aurul în competiția pe echipe.
A absolvit HEC Paris.